# 吉列特 (佛羅里達州)
吉列特（英語：Gillette）是位於美國佛羅里達州馬納提縣的一個非建制地區。該地的面積和人口皆未知。

## 地理
吉列特的座標為27°36′04″N 82°31′37″W / 27.60111°N 82.52694°W，而該地的平均海拔高度為11米（即36英尺）。